# 不死身のザイフリート

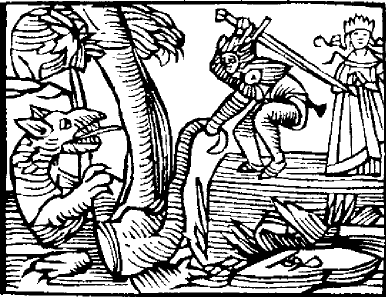
ザイフリートが竜を両断。 見守るクリームヒルト。 ―木版画。『不死身のザイフリート』版本

『不死身のザイフリート』（ふじみのザイフリート、Das Lied vom Hürnen Seyfrid）は、初期新高ドイツ語で書かれた作者不明の英雄古謡（バラッド）あるいは韻文文芸作品。 『ニーベルンゲンの歌』の主人公ジークフリートの若き頃の冒険を記述する。
『角質化したザイフリートの歌』の題名が直訳であり、皮膚が角質のように硬くなったゆえの不死身さである。
ジークフリートに関して、他のドイツ語作品に伝わらない内容や、古ノルド語文学（北欧サガやエッダ等）にのみ照合できる内容も含まれるので、 『ニーベルンゲンの歌』とは異なる系統の口承文学が流布していたことが示唆される。
ザイフリート（＝ジークフリート）は、鍛冶師に師事するが、炭拾いに遣わされた途中でリンデの樹の竜を倒す。さらに無数の竜類を一網打尽にして火にくべ、溶け出した液体を自分の身体に塗りたくり、角質硬化した皮膚体質となる。ブルガンディア王ギービッヒ王の娘クリームヒルトが竜（じつは竜に変化させられた男）に拉致されたと知り、救助に向かう。侏儒（ドワーフ）のオイゲルの助力を得、竜の岩窟の鍵の番人である巨人クペラーンに勝利し、竜を倒す。ザイフリートはニープリング（ニーベルンク）一族の財宝を得、クリームヒルト王女を妻に娶る。
初期以降早期の印刷物、すなわち揺籃期以降本（ポスト・インキュナブラ）として流布し、18世紀まで版を重ねていた。また17世紀中葉に散文版に翻案され、19世紀まで刊行されていた。

## 粗筋

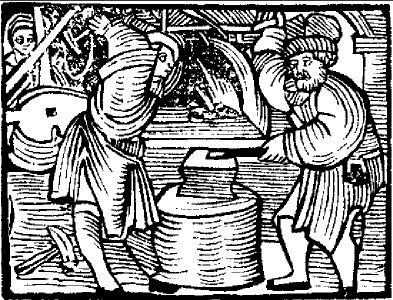
ザイフリートが鍛冶師の鉄床を両断。

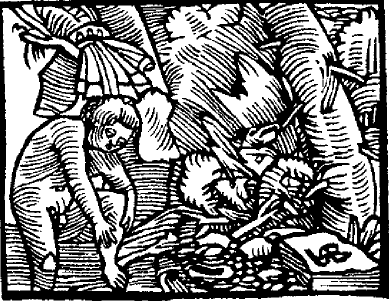
融解した小竜・ガマ・蛇皮を身にまとう。

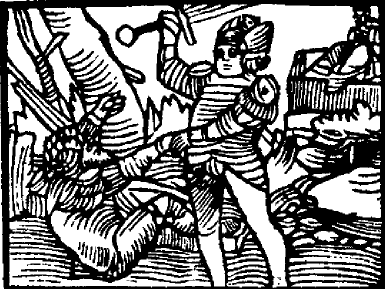
巨人クペラーンの裏切り攻撃。

石川栄作による邦訳が発表されているが、物語の梗概は次の通りである：
冒頭部分（第1–15詩節）

### 生い立ち
ザイフリート王子（ドイツ語: Seyfrid, Sewfrid）は、ニーデルラントの国王ジグムントの息子。怪力のうえ腕白で、言いつけに従わない性格なため、一人旅を許され鍛冶屋のもとで修行。だが、鉄を鍛えるどころか叩き割り、金敷（鉄床（かなとこ））を地面にめりこませる始末。しかも、そのことを叱責されても教訓とせず、鍛冶師や他の弟子たちに暴力をふるう。
たまりかねた鍛冶師は、一計を講じて炭焼きから木炭を受け取る遣いに出す。その途中には、菩提樹（リンデの樹）のもとに棲まう竜（編者の解説によればリントヴルム）がおり、"竜が少年を片付けてくれるもの"と期待したのである。だが少年はあっさりと竜を殺してしまう。目的地へと進む少年は、谷間で悪竜たちや、ガマガエル、毒蛇の多数に遭遇。根こそぎに抜いた木々を投げつけて怪獣どもをその檻に封じ、薪を炊いて焼き殺す。すると怪物どもの角質が溶けだし、この溶解液に指でふれると皮膚が硬質化すると知った。その液体を体じゅうに塗りたくり角質の不死身の体となる。ただし、背の中央（両肩の間）だけは塗り損ねて、弱点として残される。
主要部分（第16–172詩節）

### 竜がクリームヒルト姫を拉致
ライン川のほとりの王都ヴルムス（ヴォルムス市）に君臨するギービッヒには、三人の息子と、ひとりの姫（クリームヒルト）がいたが、ある日、竜が飛来し、窓辺にいた姫を拉致して、山中の洞穴である「竜の岩山」（後述）に幽閉してしまう。4年の月日が過ぎた復活祭の日、竜はその一日だけ人間の姿に舞い戻り、事情を説明した。竜はこの先もずっと姫の里帰りは許さない。あと竜の姿のままで5年はいるが、そのとき完全に人間の姿に戻るので、そうすれば姫を妻にして地獄に連れて行く所存であると語る。

### ザイフリートと竜の岩山
ザイフリートが竜のねじろである「竜の岩山」（「トラヘンシュタイン山」、「ドラヘンシュタイン」とも）を訪れ、姫が人質にとられていると知り、 ドワーフのオイゲルと巨人のクペラーンを従えて助力をもぎとる段である。
ザイフリートは狩猟で「竜の岩山」を訪れ奇妙な足跡を追跡、しかし竜の居場所と知ると逃げ腰になる。だがオイゲル/オイグライネ（ドイツ語: Eugel/Eugleyne）という侏儒（）の王君が現れ、24人力のザイフリートの出自や（父はジクムント王、母はジグリンゲ）、竜にさらわれたクリームヒルト姫（ギービッヒ王の娘）の仔細を語る。ザイフリートは、姫とは知己の間柄なので、救出を誓うが、侏儒は命を落とすだけの無謀であると諭し、その場を辞することを乞う。しかしザイフリートは暴力で脅し、オイゲルの協力をとりつける。
岩山の内部に侵入するには、岩壁を開ける鍵を持つクペラーン（ドイツ語: Kuperan）と接触せねばならない。巨人は呼び出されて敵意むきだしのまま応じ、鋼鉄の棒で攻撃しかかった。鉄棒の長さは木々の高さの倍以上あり、振りかぶれば地面に1クラフター（2m 前後）もめり込んだ。ザイフリートは打撃をかわし、巨人に深い傷を負わせた。巨人は棒を落として岩壁に逃げたが、人質のこともあるのでとどめを刺さずにいると、傷を手当てし、立派な剣と、オトニート王の甲冑以外は比類なきほどの、竜の血を浴びた純金の（黄金をあしらった鋼鉄の）鎧兜で武装してきた。もう片方の手には別の鋼鉄の棒を持っていたが、四つ角がカミソリよりも鋭い業物だった。森のなかの激闘で、その盾を砕かれ甲冑も切り落とされ、巨人は虚偽の降参を申し出た。人質救助に加勢すると誓ったが、ザイフリートが後ろをむいた隙をついて不意打ちにし、気を失わせた。侏儒（）のオイゲルが駆けつけて、霧の頭巾（）を覆いかぶせ、鼻や口から出血し失神した英雄を隠しかばった。正気に帰ったザイフリートはふたたび巨人を斬り伏せ、巨人はしぶしぶ人質まで案内せざるを得なかった。地下にある扉を巨人が鍵で開け、二人は岩山（のなか）を登り、クリームヒルト姫と言葉をかわした。しかし竜を倒さねば救助はできない。王女は勇者が竜に勝てるか心配だった。クペラーンは、さらに先に進んだ場所に、竜を克服できる唯一の剣が保管されていると、はからずも有用な事実を教示するが、不実の巨人ゆえ再三、挑みかかる。しかしザイフリートは手で傷を引き裂き、巨人を戦闘不能にした。巨人は三度目の裏切りについても命を乞うたが、すでに人質の域に達していたので許さず、巨人を岩山から下に投じると、巨人は百片となって砕け散った。

### 竜との闘い

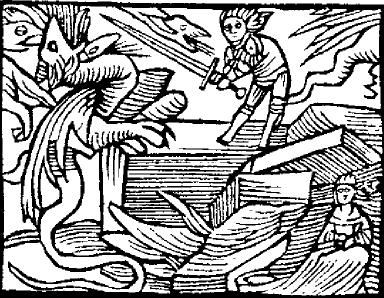
竜との死闘。とらわれたクリームヒルト姫。

竜を倒し、ニープリング一族（ドワーフたち）の財宝を発見し、竜からの戦利品と思って奪うが、短命の運命を知りライン川に投じてしまう段である。
丸四日食わずのザイフリートに、オイゲル（「二人」に同道していたのであろう）は侏儒（）たちに命じて食事を運ばせた。だがまもなく、轟音とともに火を噴く竜がやってきた。ここで竜が人間の姿を失ったのは、色事沙汰で女性から呪いをかけられたためだったと明かされる。呪いのせいで悪魔につきまとわれることとなったのだ。しかしあと5年経てば呪いは時間とともに消滅し（あるいは乙女を5年間はべらせれば呪いがとけるのだという穿った見解もされる）、竜は人間にもどり姫と一緒になるつもりだった。姫を奪わんとしていることを察した竜は怒りまくり、あたりかまわず火炎を吹き散らした。ザイフリートと姫は竜の岩山から奥深くつづく洞穴に逃れて業火をしのいだ。ザイフリートは巨人から知ったありかから竜の剣（他の作品に照らしてバルムンクのこととされる）を得て、穴から出て反撃をはじめたが、盾は砕かれてしまう。
詩歌によれば、侏儒たちの財宝、すなわちニープリング（Nybling、=ニーベルンク）一族の財宝が岩山に隠されていた。竜の襲撃を一大事ととらえ、ニープリングの息子二人（彼ら以外の息子がオイゲルである）は、財宝を持ち出し例の洞窟の壁に移動して保管しておいた。そして、すでに詩歌序盤でほのめかされたように、ザイフリートが発見することになる。
戦いは始まっており、ザイフリートは竜の吐く「青くて赤い炎」を逃れ、温度が下がるまで隠れねばならなかった 。そのとき横穴に財宝をみつけたのである。年老いたその竜は、六十の毒を持つ小竜も従えてきたが、それらは脱落して飛んで帰っていった。竜は尾を巻き付けてつかみ、転落させようとする。ザイフリートは竜の頭部の角質めがけて剣を打ちつけると、やがて竜みずからの火の熱もくわわったせいか、角質が解け落ちた。一刀両断にすると、半身は岩山から落ちて粉々になった。残りの半身は蹴りよけた。
ザイフリートは精魂果てて気絶するが、目覚めると姫も失神しており、オイゲルが薬草を口にふくませて蘇生させる。ドワーフは巨人からの解放がかなったのはザイフリートのお蔭と感謝を述べ、山中のドワーフの国へ案内した。ザイフリートは天文術で自分の未来を占ってくれとオイゲルに頼むと、妻（クリームヒルト姫）と一緒にはなれるが、共に八年しか過ごせない、暗殺によって落命し、妻がその仇討ちをおこなう運命だと知る。ザイフリートは、見つけた財宝がドワーフの遺産という可能性も考えたが、けっきょく竜の貯えた宝だろうとみなし、戦利品として押収する。だが自分の短命をはかなむと虚しくなり、財宝をライン川に投じてしまう。

### 結婚
ザイフリートは、姫の王都ヴルムス（ヴォルムス）に凱旋し、クリームヒルトとの結婚を果たし、為政者のひとりにくわわった。その人気取りを、義兄たち（ギービッヒの息子ら、ギュンター、ハーゲン、ギールノート国王たち）は、快く思わず、やがてオッテンの森でハーゲンが両肩のあいだにある弱点を突き刺して殺すことになる。それまでの八年間、三兄弟がどうふるまったかについては、「ザイフリートの結婚」を読まれたし、としめくくられる。

## 発祥・伝搬・年代
『不死身のザイフリート』 と『エルマナリッヒの死』の二編のみが、ドイツ英雄詩のなかで写本に伝わっていない。『不死身のザイフリート』は、1400年頃には成立していた可能性があり、『ニーベルンゲンの歌』のn本（m本）や『ヴォルムスの薔薇園』や『オルトニート』の稿本が、その内容を転載しているとも考えられる。現在に伝わる作品は、おそらく1500年頃、ニュルンベルクで成立したものとみられる。16～17世紀の間に十二の版を重ねていることが知られる。現存最古の版本は1530年だが、初版とは限らない。1561年に作風を一新して改作されており、以後の刊行本はこの改作版にしたがっている。最新の版本は1642年に刊行された。多くの版本には木版画があしらわれる。
その後に散文化され、『角質化したジークフリート Gehörnte Siegfried』（正確な題名不詳）として初版が1657年にハンブルクで民衆本（フォルクスブーフ）形式で発行されたのが判明しているが、現存しない。現存最古の版本は『（直訳題名）角質化したジークフリートにまつわる素晴らしき物語 Eine wunderschöne Historie von dem gehörnten Siegfried』（1726年、ブラウンシュヴァイクとライプツィヒにて刊行）。この民衆本版は、櫻井春隆による翻訳が刊行されている。散文版では人物名の多くは改名され、ザイフリートはジークフリート、クリームヒルト姫はフローリグンダ姫として登場している。
散文版の終盤では、フロリグンダ姫が生んだジークフリートの遺児レーヴハルドゥスについての示唆がある 。この続編『騎士レーヴハルドゥス』（エアフルト市、Martha Hertz 刊行）は一部のみが残存しており、1665年（暫定）発行ともされているが、1660年代はじめか、それ以前との意見や、1661–1667年間とも指定される。『不死身のジークフリート』の続編であり、散文版の改名もおおよそ踏襲されている。このレーヴハルドゥスは、『ニーベルンゲンの歌』におけるジーフリートの息子ギュンテルとは異なる設定の人物像になっている。
散文版の『ジークフリート』は19世紀までも版を重ねたが、中身の変容も見られ、特にクリームヒルト姫が達成するはずの復讐を、おもに父王のジーゲムント（作中「ジークハルドゥス」に改名）の双肩にかかっている設定となっている。

## ニーベルンゲンの歌との関連性
『不死身のザイフリート』には、『ニーベルンゲンの歌』ではなく北欧のシグルド伝承と合致する部分がみられる。たとえばハーゲンが王子の兄弟（ギービッヒ王の息子らのひとり）に設定されているのは、エッダ詩『アトリの歌』や『シズレクのサガ』と合致する。『ニーベルンゲンの歌』ではハーゲンは兄弟でなく、父王の名もダンクラートになっている。また、ジークフリートが鍛冶師に師事した生い立ちというのも、同『サガ』にならば保存されている部分である。 これは『ニーベルンゲンの歌』には作品作成の構図があって、題材を取捨選択していたとみられ、たとえば竜退治の側面はさほど紙面を割いていない。
『不死身のザイフリート』では菩提樹（リンデの樹）のもとに棲まう竜なので、リントヴルムであると見受けられるが、『ニーベルンゲンの歌』でもリンデの葉が関係しており、この葉が落ちた箇所が硬化されずに弱点として残されたと『歌』にある。
民衆本（1726年）は、大体において韻文版に準じているが、 最後にフロリグンダ姫（クリームヒルト姫）が息子を伴いジークハルドゥス（ジクムント）王のもとに身を寄せる終章が加えられている。

## 韻律形
韻文『不死身のザイフリート』は、いわゆる「ヒルデブラント詩節 Hildebrandston」で構成されているが、これは『新ヒルデブラントの歌』で使われた詩節韻文法で、節周りに曲もついていた。各詩節は「長行 Langzeil」4行からなり、各行は休止をはさんで半行ずつに分かれ、半行は三歩格である。よっていわゆるニーベルンゲン詩節に酷似するが、そちらでは最後の半行（第8半行）において歩格が増やされる（四歩格で詠まれる）形式なので、その簡易版ともいえる。脚韻は二行連式（aabb式）に踏まれ、半行での脚韻が成立している場合もある（xx）。 1642年の版本の第1詩節を例にとる：
Es saß im Niderlande/ x (半行)
Ein König so wol bekandt/ a
Mit grosser Macht vnnd Gewalte x
Sigmund ward er genand/ a
Der hät mit seiner Frawen/ x
Ein Sohn/ der heist Säwfried/ b
Deß Wesen werd jhr hören/ x
Allhie in diesem Lied. b

## 評価
『不死身のザイフリート』は文芸作品としての欠陥がしばしば学界でとりあげられてきた。例えば粗筋の矛盾がいくつもあることや、詩作の低度である。この作品は、いくつかの部分を継ぎ合わせて構成したきらいがある。ザイフリートの行動は批判されず、王子が善玉、竜や巨人が悪玉とされ、キリスト教観に裏打ちされている。 こうした近年の批判があるものも、同作品は人気が高く、ドイツ英雄文学の中でももっとも後期まで持続したものといえる。近世において英雄ジークフリートについて知るには、読者はこの作品に頼らざるをえなかった（『ニーベルンゲンの歌』がまだ出版されていなかったためである）。『不死身のザイフリート』のほうが興奮ものの作品で、より複雑なので、取って代わったのではないかとヴィクトル・ミジェットは意見している。ヴェルナー・ホフマンは、近世で『不死身のザイフリート』が人気を博したのは、現実逃避的なフィクションが、神聖ローマ帝国の政治的不安定および宗教紛争の時代と符合一致していたためだろう、と考察する。
またその人気ゆえ、いくつかの作者によって翻案されている。ハンス・ザックス作の『登場人物十七名の悲劇・不死身のゾイフリート Der hürnen Seufrid』（1557年）は、『不死身のザイフリート』から起こし、『ヴォルムスの薔薇園』や＜英雄本（ヘルデンブッフ）＞の版本の要素も取り入れている。1615年にはチェコ語訳詩、1641年にはオランダ語訳詩が刊行されている。19世紀にはグスターフ・シュヴァープによって翻案されさらに広く普及した。